# Mistrzostwa Świata w Biathlonie 2020 – pojedyncza sztafeta mieszana
Pojedyncza sztafeta mieszana na Mistrzostwach Świata w Biathlonie 2020 odbyła się 20 lutego w Rasen-Antholz. Była to ósma konkurencja podczas tych mistrzostw. Wystartowało w niej 30 reprezentacji, z których 8 nie ukończyło zawodów. Mistrzami świata zostali Norwegowie, srebro zdobyli Niemcy, a trzecie miejsce zajęli Francuzi.
Polacy zajęli 18. miejsce.

## Wyniki
| Miejsce | Nr | Reprezentacja                                                                                          | Czas                                  | Kary (L+S)                              | Strata  |
| ------- | -- | --- | ------------------------------------- | --------------------------------------- | ------- |
| 01 !    | 6  | Norwegia · Marte Olsbu Røiseland · Johannes Thingnes Bø · Marte Olsbu Røiseland · Johannes Thingnes Bø | 34:19,9 8:17,7 7:32,1 8:15,1 10:15,0  | 0+2 0+4 0+1 0+0 0+1 0+3 0+0 0+1 0+0 0+0 |         |
| 02 !    | 4  | Niemcy · Franziska Preuß · Erik Lesser · Franziska Preuß · Erik Lesser                                 | 34:37,5 8:28,5 7:16,2 8:16,7 10:36,1  | 0+1 0+4 0+0 0+1 0+0 0+2 0+1 0+0 0+0 0+1 | +17,6   |
| 03 !    | 1  | Francja · Anaïs Bescond · Émilien Jacquelin · Anaïs Bescond · Émilien Jacquelin                        | 34:49,7 8:23,9 7:38,1 8:21,0 10:26,7  | 0+3 0+1 0+0 0+0 0+2 0+1 0+1 0+0 0+0 0+0 | +29,8   |
| 4       | 3  | Szwecja · Hanna Öberg · Sebastian Samuelsson · Hanna Öberg · Sebastian Samuelsson                      | 34:55.1 8:23,3 7:38,0 8:07,8 10:46,0  | 0+1 0+6 0+0 0+1 0+1 0+1 0+0 0+2         | +35,2   |
| 5       | 9  | Szwajcaria · Lena Häcki · Benjamin Weger · Lena Häcki · Benjamin Weger                                 | 35:00,5 8:19,0 7:24,2 8:21,6 10:55,7  | 0+5 0+4 0+2 0+0 0+0 0+1 0+1 0+1 0+2 0+2 | +40,6   |
| 6       | 7  | Austria · Lisa Hauser · Simon Eder · Lisa Hauser · Simon Eder                                          | 35:14,4 8:26,7 7:28,8 8:40,3 10:38,6  | 0+3 0+1 0+0 0+1 0+0 0+0 0+3 0+0 0+0 0+0 | +54,5   |
| 7       | 11 | Rosja · Łarisa Kuklina · Matwiej Jelisiejew · Łarisa Kuklina · Matwiej Jelisiejew                      | 35:20,4 8:36,3 7:28,1 8:34,4 10:41,6  | 0+4 0+2 0+1 0+1 0+0 0+1 0+2 0+0 0+1 0+0 | +1:00,5 |
| 8       | 8  | Kanada · Emma Lunder · Scott Gow · Emma Lunder · Scott Gow                                             | 35:23,3 8:31,9 7:25,1 8:20,1 11:06,2  | 0+5 0+2 0+2 0+0 0+0 0+0 0+1 0+2         | +1:03,4 |
| 9       | 13 | Włochy · Dorothea Wierer · Lukas Hofer · Dorothea Wierer · Lukas Hofer                                 | 35:35,2 8:47,6 7:17,4 8:34,4 10:55,8  | 0+4 1+9 0+3 0+2 0+0 0+2 0+0 1+3 0+1 0+2 | +1:15,3 |
| 10      | 5  | Ukraina · Anastasija Merkuszyna · Dmytro Pidruczny · Anastasija Merkuszyna · Dmytro Pidruczny          | 35:47,1 8:40,2 7:17,2 8:37,0 11:12,7  | 0+6 0+2 0+0 0+1 0+1 0+0 0+2 0+0 0+3 0+1 | +1:27,2 |
| 11      | 12 | Stany Zjednoczone · Susan Dunklee · Sean Doherty · Susan Dunklee · Sean Doherty                        | 35:59,4 8:45,6 7:51,6 8:23,3 10:58,9  | 1+6 0+3 1+3 0+0 0+2 0+2 0+0 0+1 0+1 0+0 | +1:39,5 |
| 12      | 2  | Estonia · Regina Oja · Rene Zahkna · Regina Oja · Rene Zahkna                                          | 36:02,6 8:34,4 7:28,1 8:50,2 11:09,9  | 0+6 0+3 0+0 0+0 0+2 0+1 0+2 0+0 0+2 0+2 | +1:42,7 |
| 13      | 18 | Japonia · Fuyuko Tachizaki · Mikito Tachizaki · Fuyuko Tachizaki · Mikito Tachizaki                    | 36:07,9 8:39,7 7:27,1 8:40,7 11:20,4  | 0+0 0+5 0+0 0+1 0+0 0+0 0+0 0+1 0+0 0+3 | +1:48,0 |
| 14      | 16 | Czechy · Markéta Davidová · Michal Krčmář · Markéta Davidová · Michal Krčmář                           | 36:19,5 9:09,0 7:53,8 8:38,2 10:38,5  | 0+5 1+7 0+1 1+3 0+2 0+3 0+1 0+1 0+1 0+0 | +1:59,6 |
| 15      | 10 | Białoruś · Hanna Soła · Mikita Łabastau · Hanna Soła · Mikita Łabastau                                 | 36:31,5 8:49,4 7:45,4 8:42,8 11:13,9  | 0+6 0+7 0+2 0+3 0+0 0+3 0+3 0+1 0+1 0+0 | +2:11,6 |
| 16      | 15 | Korea Południowa · Anna Frolina · Timofiej Łapszyn · Anna Frolina · Timofiej Łapszyn                   | 36:32,5 9:08,6 7:15,1 9:14,5 10:54,3  | 1+9 0+5 0+3 0+2 0+1 0+0 1+3 0+2 0+2 0+1 | +2:12,6 |
| 17      | 24 | Łotwa · Baiba Bendika · Andrejs Rastorgujevs · Baiba Bendika · Andrejs Rastorgujevs                    | 36:44,.0 8:57,3 7:19,4 9:19,0 11:08,3 | 1+5 0+9 0+1 0+3 0+0 0+1 1+3 0+2 0+1 0+3 | +2:24,1 |
| 18      | 14 | Polska · Kamila Żuk · Andrzej Nędza-Kubiniec · Kamila Żuk · Andrzej Nędza-Kubiniec                     | 36:52,2 8:48,1 8:06,1 8:39,7 11:18,3  | 0+6 0+5 0+2 0+0 0+3 0+3 0+0 0+1 0+1 0+1 | +2:32,3 |
| 19      | 23 | Słowenia · Nika Vindišar · Alex Cisar · Nika Vindišar · Alex Cisar                                     | 36:59,0 8:47,3 7:33,4 9:19,4 11:18,9  | 0+4 0+2 0+2 0+0 0+0 0+0 0+2 0+2 0+0 0+0 | +2:39,1 |
| 20      | 27 | Belgia · Lotte Lie · Florent Claude · Lotte Lie · Florent Claude                                       | 37:04,4 8:55,9 7:40,1 8:51,7 11:36,7  | 1+4 0+1 0+0 0+0 0+1 0+0 0+0 0+0 1+3 0+1 | +2:44,5 |
| 21      | 22 | Chiny · Tang Jialin · Cheng Fangming · Tang Jialin · Cheng Fangming                                    | 37:06,8 8:44,3 7:43,8 9:05,2 11:33,5  | 0+1 1+8 0+0 0+1 0+1 0+2 0+0 0+2 0+0 1+3 | +2:46,9 |
| 22      | 17 | Kazachstan · Galina Wiszniewska · Władisław Kiriejew · Galina Wiszniewska · Władisław Kiriejew         | 37:31,4 8:54,6 7:49,7 8:39,5 12:07,6  | 0+6 0+5 0+2 0+1 0+0 0+2 0+1 0+0 0+3 0+2 | +3:11,5 |
| 23      | 26 | Finlandia · Mari Eder · Tero Seppälä · Mari Eder · Tero Seppälä                                        | LAP 8:30,2 8:15,8 9:08,1              | 1+7 3+7 0+1 0+0 0+1 2+3 0+2 1+3 1+3 0+1 | -       |
| 24      | 21 | Litwa · Natalija Kočergina · Karol Dombrovski · Natalija Kočergina · Karol Dombrovski                  | LAP 9:08,7 7:46,3 9:04,0              | 1+7 1+8 0+1 0+2 0+2 0+1 0+1 0+2 1+3 1+3 | -       |
| 25      | 20 | Bułgaria · Marija Zdrawkowa · Anton Sinapow · Marija Zdrawkowa · Anton Sinapow                         | LAP 9:30,5 7:56,4 9:25,8              | 0+9 0+2 0+3 0+0 0+2 0+1 0+1 0+1 0+3     | -       |
| 26      | 19 | Słowacja · Veronika Machyniaková · Tomáš Hasilla · Veronika Machyniaková · Tomáš Hasilla               | LAP 9:54,7 7:55,2                     | 0+4 0+2 0+1 0+1 0+2 0+0 0+1 0+1         | -       |
| 27      | 25 | Rumunia · Enikő Márton · George Colțea · Enikő Márton · George Colțea                                  | LAP 10:04,8 8:35,6                    | 2+6 0+1 1+3 0+0 1+3 0+1 0+0             | -       |
| 28      | 28 | Chorwacja · Nika Blaženić · Krešimir Crnković · Nika Blaženić · Krešimir Crnković                      | LAP 9:59,6 8:51,6                     | 0+1 1+5 0+0 0+2 0+1 1+3 0+0             | -       |
| 29      | 30 | Węgry · Sára Pónya · Dávid Panyik · Sára Pónya · Dávid Panyik                                          | LAP 10:34,8                           | 0+0 1+5 0+0 1+3 0+0 0+2                 | -       |
| 30      | 29 | Wielka Brytania · Amanda Lightfoot · Vinny Fountain · Amanda Lightfoot · Vinny Fountain                | LAP 10:09,2                           | 2+6 1+5 1+3 0+2 1+3 1+3                 | -       |